# Греческие лигатуры
Греческие лигатуры — лигатуры, использовавшиеся в средневековых греческих манускриптах. В основном были характерны для минускульного письма. Существуют десятки греческих лигатур, некоторые из них очень распространены, другие относительно редки. Лигатурами заменяли частые буквенные комбинации, служебные слова (предлоги, союзы), морфемы (приставки, суффиксы) и флексии (окончания). Лигатура ϛ (стигма, στ) использовалась в качестве цифры и имела значение 6, заменив собой устаревшую дигамму.
Примерно с XVI века лигатуры продолжали использовать и в печатных книгах, однако к XVII—XVIII векам они почти вышли из употребления. Дольше всех просуществовали лигатуры ϗ (каппа с хвостиком внизу) для союза καὶ «и» и Ȣ (омикрон с ипсилоном сверху) для буквосочетания ου. От последнего произошла кириллическая гаммообразная буква «ук» ꙋ. Другим примером частой лигатуры в ранней печати является , состоящая из омикрона и вписанной внутри него сигмы для окончания -ος.

## Распространённые примеры

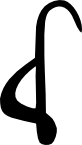
-εῖ- (-ei-)
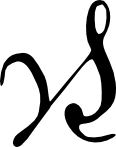
-γερ- (-ger-)
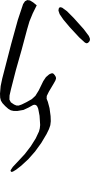
καὶ (kai)
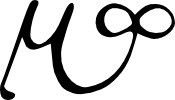
-μω- (-mō-)
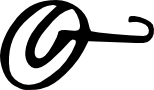
-ος (-os)
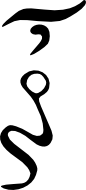
οὖν (oûn)
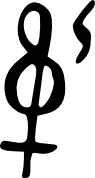
φησὶ (phēsi)

## Полный список лигатур
|  |  |  |
|  |  |  |